# 국도 제63호선 (미국)
국도 제63호선(U.S. Route 63)은 미국 중서부와 미국 남부를 남북으로 이어주는 미국의 일반 국도로, 총 연장은 1,286 마일 (2,070 km)이다. 그래서 러스턴과 애슐랜드를 이어주고 있는 일반 국도이지만, 기점인 루이지애나주의 러스턴에서는 주간고속도로 제20호선(I-20)과 접촉하고 있으며 종점인 위스콘신주의 애슐랜드에서는 국도 제2호선과도 접촉하고 있다.

## 주요 경로

### 루이지애나주
루이지애나주를 관통시키고 있는 US 63은 기점인 러스턴에서 정션시티까지의 35 마일 (56 km) 구간에 한하여 국도 제167호선 (미국)과 중복된다. 그러나 해당 중복 구간의 종점은 해당 주계선인 아칸소주까지 이어준다.

## 접촉하는 도로

### 주간고속도로
- 주간고속도로 제20호선
- 주간고속도로 제69호선
- 주간고속도로 제530호선
- 주간고속도로 제40호선
- 주간고속도로 제55호선
- 주간고속도로 제555호선
- 주간고속도로 제57호선
- 주간고속도로 제44호선
- 주간고속도로 제70호선
- 주간고속도로 제80호선
- 주간고속도로 제90호선
- 주간고속도로 제94호선

### 일반 국도
- 국도 제167호선
- 국도 제82호선
- 국도 제278호선
- 국도 제65호선
- 국도 제79호선
- 국도 제425호선
- 국도 제165호선
- 국도 제70호선
- 국도 제49호선
- 국도 제61호선
- 국도 제64호선
- 국도 제67호선
- 국도 제412호선
- 국도 제62호선
- 국도 제160호선
- 국도 제60호선
- 국도 제50호선
- 국도 제54호선
- 국도 제40호선
- 국도 제24호선
- 국도 제36호선
- 국도 제136호선
- 국도 제34호선
- 국도 제6호선
- 국도 제30호선
- 국도 제20호선
- 국도 제218호선
- 국도 제18호선
- 국도 제52호선
- 국도 제14호선
- 국도 제10호선
- 국도 제12호선
- 국도 제8호선
- 국도 제53호선
- 국도 제2호선

## 같이 보기

### 관련 국도
- 아이오와주도 제163호선(영어판) - 이전의 US 63 국도를 보조하는 국도 노선인 구 US 163과 관련된 노선

### 특별 도로
- 미국 국도 제63호선의 특수 노선(영어판)